# 蒂耶河畔伊斯站
蒂耶河畔伊斯站是法国的一个铁路车站，位于法国东部市镇蒂耶河畔马西伊境内，靠近蒂耶河畔伊斯。

## 位置
蒂耶河畔伊斯站虽有"蒂耶河畔伊斯"之名，但实际上则位于蒂耶河畔马西伊境内，距离蒂耶河畔伊斯以东大约还有1公里。车站大致呈西南-东北走向，主站房位于铁路线的西北侧。

## 设施
蒂耶河畔伊斯站设有人工售票窗口，其开放时间如下：
- 周一至四：8:30~12:30和13:30~17:00
- 周五：11:45~18:00
- 周末及节假日：关闭

此外，蒂耶河畔伊斯站还设有自动售票机等设施。

## 停靠线路
以下列车线路在提勒河畔伊站停靠：
| 蒂耶河畔伊斯站列车线路表          |            |             |          |                 |
| 线路                              | 车种       | 上一站      | 下一站   | 大致运行频率    |
| 第戎→巴黎东                       | INTERCITÉS | 第戎新门    | 屈沙     | 每天1班（单向） |
| 第戎—兰斯                         | INTERCITÉS | 第戎城/新门 | 屈沙     | 每天2趟左右     |
| 第戎—兰斯                         | TER        | 第戎新门    | 屈沙     | 每天2趟左右     |
| 香槟沙隆→第戎                     | TER        | 屈沙        | 第戎城   | 每天1班（单向） |
| 第戎—肖蒙/特鲁瓦                  | TER        | 第戎城/新门 | 屈沙     | 每天2趟左右     |
| 莱洛姆-阿莱西亚/第戎—蒂耶河畔伊斯 | TER        | 热莫        | （终点） | 每天12趟左右    |
| 1.                                |            |             |          |                 |

## 配套交通

### 长途客车
| 停靠蒂耶河畔伊斯站的大巴车 |                          | |
| 上下车地点                 | 运营单位                 | 主要目的地 |
| 科多尔站门口               | 科多尔省城际客运 Transco | - 30线：蒂耶河畔伊斯、索勒迪克、库尔蒂夫龙、普瓦瑟勒拉格朗日 - 31线：第戎、谢涅 (科多尔省)、蒂耶河畔伊斯、瑟隆热、韦尔努瓦莱韦夫尔 - 31TAD线：斯普瓦、韦罗讷、萨克奈 - 54线：蒂耶河畔伊斯、格朗塞堡-讷韦勒、乌尔斯河畔勒塞、塞纳河畔沙蒂永 |
| 科多尔站门口               | SNCF Car TER             | - 04线：蒂勒沙泰勒、瑟隆热、屈沙站 - 当某条铁路线施工或罢工时，SNCF可能也会提供途径该线路沿途站点的大巴车 |
| 1. 2. 3. 4. 5. 6.          |                          | |

### 市内交通
蒂耶河畔伊斯站附近暂无城市公共交通线路。

### 社会车辆
蒂耶河畔伊斯站门口设有社会车辆停车场。

## 临近车站
| 提勒河畔伊站（Gare d'Is-sur-Tille） |                                   |               |
| 上行车站                            | 线路                              | 下行车站      |
| 热莫站 4.9km ←                      | 第戎－蒂耶河畔伊斯铁路            | （终点）      |
| （起点）                            | 蒂耶河畔伊斯－屈尔蒙-沙兰德雷铁路 | 屈沙站 → 44km |
| - 本表仅显示运营中的线路及车站      |                                   |               |